# Фрідріх Кеттлер (принц)
Фрі́дріх Ке́ттлер (нім. Friedrich von Kettler; 3 квітня 1682—11 лютого 1683) — курляндський принц. Представник німецької шляхетської династії Кеттлерів. Народився в Мітаві, Семигалія. Син Фрідріха-Казимира Кеттлера, герцога Курляндії і Семигалії, та його першої дружини Софії-Амалії Нассау-Зігенської. Імперський князь Священної Римської імперії. Помер в Мітаві, у віці 10 місяців, не досягнувши повноліття.

## Сім'я
- Батько: Фрідріх-Казимир Кеттлер (1650–1698) — герцог Курляндії і Семигалії (1682–1698).
- Матір: Софія-Амалія Нассау-Зігенська (1650–1688)
- Брати і сестри:

Марія-Доротея Кеттлер (1684–1743) ∞ 1703: Альберт-Фрідріх фон Гогенцоллерн (1672–1731).
Елеонора-Шарлотта Кеттлер (1686–1748) ∞ 1714: Ернст-Фердинанд Брандербург-Бевернський (1682–1746).
Амалія-Луїза Кеттлер (1687–1750) ∞ 1708: Фрідріх-Вільгельм-Адольф Нассау-Зігенський (1680–1722).
Христина-Софія Кеттлер (1688–1694) померла неповнолітньою.